# Zabelia triflora
Zabelia triflora är en kaprifolväxtart som först beskrevs av Robert Brown, och fick sitt nu gällande namn av Tomitaro Makino. Zabelia triflora ingår i släktet Zabelia och familjen kaprifolväxter. Inga underarter finns listade i Catalogue of Life.